# کتکی داو
کتکی داو (انگلیسی: Ketki Dave؛ زادهٔ ۱۳ اوت ۱۹۶۰) یک هنرپیشه اهل هند است. وی از سال ۱۹۹۹ میلادی تاکنون مشغول فعالیت بوده‌است.

## گزیده فیلم‌ها
- ۱۹۸۳ به کسی نگو (Kissi Se Na Kehna)
- ۱۹۸۸ آسمان (Falak)
- ۱۹۸۸ قسم (Kasam)
- ۱۹۹۹ عشق و نفرت
- ۱۹۹۹ قلب
- ۲۰۰۱ درآمد هست آنه مخارج یک روپیه
- ۲۰۰۲ خیلی دور خیلی نزدیک (Kitne Door Kitne Paas)
- ۲۰۰۳ پروانه
- ۲۰۰۳ شاید فردایی نباشد
- ۲۰۰۳ عشق در تایمز اسکوئر
- ۲۰۰۵ Yaaran Naal Baharan
- پول باشه یار هم میاد
- ۲۰۰۹ سرراست (Straight)
- ۲۰۱۰ Hello! Hum Lallan Bol Rahe Hain
- ۲۰۱۰ از داستان‌های عاشقانه بیزارم
- ۲۰۱۶ اوه عزیزم
- ۲۰۱۷ Pappa Tamne Nahi Samjaay